# العلاقات القرغيزستانية اللبنانية
العلاقات القيرغيزستانية اللبنانية هي العلاقات الثنائية التي تجمع بين قيرغيزستان ولبنان.

## مقارنة بين البلدين
هذه مقارنة عامة ومرجعية للدولتين:
| وجه المقارنة                                              | قيرغيزستان                      | لبنان                                                                |
| --------------------------------------------------------- | ------------------------------- | -------------------------------------------------------------------- |
| المساحة (كم2)                                             | 199.95 ألف                      | 10.45 ألف                                                            |
| عدد السكان (نسمة)                                         | 6.20 مليون                      | 6.10 مليون                                                           |
| الكثافة السكانية (ن./كم²)                                 | 31.01                           | 583.73                                                               |
| العاصمة                                                   | بيشكك                           | بيروت                                                                |
| اللغة الرسمية                                             | اللغة الروسية، اللغة القيرغيزية | اللغة العربية، لغة فرنسية                                            |
| العملة                                                    | سوم قيرغيزستاني                 | ليرة لبنانية                                                         |
| الناتج المحلي الإجمالي (بليون دولار)                      | 7.56 مليار                      | 51.84 مليار                                                          |
| الناتج المحلي الإجمالي (تعادل القوة الشرائية) بليون دولار | 20.45 مليار                     | 81.54 مليار                                                          |
| الناتج المحلي الإجمالي الاسمي للفرد دولار أمريكي          | 1.10 ألف                        | 8.05 ألف                                                             |
| الناتج المحلي الإجمالي للفرد دولار أمريكي                 |                                 | 17.46 ألف                                                            |
| مؤشر التنمية البشرية                                      | 0.655                           | 0.769                                                                |
| رمز المكالمات الدولي                                      | +996                            | +961                                                                 |
| رمز الإنترنت                                              | .kg                             | .lb                                                                  |
| المنطقة الزمنية                                           | ت ع م+06:00                     | ت ع م+02:00، ت ع م+03:00، توقيت شرق أوروبا، توقيت شرق أوروبا الصيفي ‏ |

## منظمات دولية مشتركة
يشترك البلدان في عضوية مجموعة من المنظمات الدولية، منها:
| علم المنظمة | اسم المنظمة                        | تاريخ انضمام قيرغيزستان | تاريخ انضمام لبنان |
| ----------- | ---------------------------------- | ----------------------- | ------------------ |
|             | مؤسسة التنمية الدولية              | 24 سبتمبر 1992          | 10 أبريل 1962      |
|             | يونسكو                             | 2 يونيو 1992            | 4 نوفمبر 1946      |
|             | وكالة ضمان الاستثمار متعدد الأطراف | 21 سبتمبر 1993          | 19 أكتوبر 1994     |
|             | الأمم المتحدة                      | 2 مارس 1992             | 24 أكتوبر 1945     |
|             | الاتحاد البريدي العالمي            | ?                       | ?                  |
|             | البنك الدولي للإنشاء والتعمير      | 18 سبتمبر 1992          | 14 أبريل 1947      |
|             | منظمة التعاون الإسلامي             | ?                       | ?                  |
|             | منظمة حظر الأسلحة الكيميائية       | ?                       | ?                  |
|             | الاتحاد الدولي للاتصالات           | 20 يناير 1994           | 12 يناير 1924      |
|             | مؤسسة التمويل الدولية              | 11 فبراير 1993          | 28 ديسمبر 1956     |
|             | منظمة الشرطة الجنائية الدولية      | ?                       | ?                  |

## وصلات خارجية
- موقع وزارة الخارجية القيرغيزستانية